# Большой Едун
 Большой Едун  — деревня в Санчурском муниципальном округе Кировской области.

## География
Расположена на расстоянии примерно 8 км по прямой на север от райцентра поселка Санчурск.

## История
Известна с 1802 года как деревня Едун с 32 дворами ясашных крестьян. В 1873 году здесь дворов 25 и жителей 254, в 1905 (деревня Большой Едун) 42 и 88, в 1926 57 и 309, в 1950 59 и 192, в 1989 46 жителей. С 2006 по 2019 год входила в состав Городищенского сельского поселения. Ныне имеет дачный характер.

## Население
Постоянное население составляло 18 человек (русские 94%) в 2002 году, 0 в 2010.